# Município de Hopewell (condado de Licking, Ohio)
O município de Hopewell (em inglês: Hopewell Township) é um município localizado no condado de Licking no estado estadounidense de Ohio. No ano de 2010 tinha uma população de 1.381 habitantes e uma densidade populacional de 21,03 pessoas por km².

## Geografia
O município de Hopewell encontra-se localizado nas coordenadas 39° 59′ 16″ N, 82° 14′ 54″ O. Segundo o Departamento do Censo dos Estados Unidos, o município tem uma superfície total de 65.68 km², da qual 65,55 km² correspondem a terra firme e (0,2 %) 0,13 km² é água.

## Demografia
Segundo o censo de 2010, tinha 1.381 habitantes residindo no município de Hopewell. A densidade populacional era de 21,03 hab./km². Dos 1.381 habitantes, o município de Hopewell estava composto pelo 98,77 % brancos, o 0,29 % eram afroamericanos, o 0,07 % eram amerindios, o 0,07 % eram asiáticos, o 0,14 % eram de outras raças e o 0,65 % eram de uma mistura de raças. Do total da população o 0,14 % eram hispanos ou latinos de qualquer raça.